# Bolbomyia wuorentausi
Bolbomyia wuorentausi är en tvåvingeart som först beskrevs av Szilady 1934.  Bolbomyia wuorentausi ingår i släktet Bolbomyia och familjen Bolbomyiidae. Inga underarter finns listade i Catalogue of Life.